# Casa Aités (Sort)
La Casa Aités és una casa d'Enviny al municipi de Sort (Pallars Sobirà) inclosa a l'Inventari del Patrimoni Arquitectònic de Catalunya.

## Descripció
Casal de forma cúbica que presenta la façana principal a migjorn, al mur perpendicular al cavall que suporta el llosat a dues aigües que el cobreix.
La casa té una planta baixa que, donat el fort desnivell del terreny on s'aixeca, per la part de darrere fa de semisoterrani. A banda d'aquest detall, té dos pisos més als quals s'obren balcons -quatre per pis a la façana principal- i unes golfes. En el cas del primer pis, a més, a la façana principal s'hi obre un ampli terrat.
Els murs exteriors de la casa apareixen revocats. Envolten la casa pròpiament dita, una sèrie d'estables i pallers, a més d'una petita capella dedicada a Santa Llúcia.
En l'actualitat moltes d'aquestes dependències es troben en estat ruïnós.